# Psychologia pracy
Psychologia pracy – dziedzina psychologii stosowanej, obejmująca rozmaite aspekty organizacji i zarządzania zasobami ludzkimi; początkowo ograniczała się do weryfikowania cech osobowości, predestynujących człowieka do pewnej pracy lub wykluczających go z jej wykonywania; stopniowo rozszerzyła swój przedmiot na wykrywanie i opis czynników stresogennych, pojawiających się w pracy fabrycznej (np. zatrudnienie przy taśmie lub automatach produkujących pewne detale), źródeł konfliktów, wpływu komunikacji międzyludzkiej w zakładzie na wydajność, optymalizację warunków pracy (np. barwa przedmiotów, oświetlenie, hałas, wibracje, działanie pola elektromagnetycznego).
Ustalenia psychologii pracy pomagają w lepszej organizacji przedsiębiorstwa i podnoszeniu jego efektywności, zapobiegają także powstawaniu niektórych chorób zawodowych i wypadków przy pracy; jej przedmiotem zainteresowań są nie tylko fabryki, ale także szpitale, szkoły, więzienia i inne instytucje.